# Regio V (Pompeia)
Llista dels monuments presents a la Regio V de les excavacions arqueològiques de Pompeia. Comprèn la part central del nord de la ciutat. Està limitada al nord per la muralla, amb la porta del Vesuvi a l'extrem occidental; al sud per la via de Nola, a l'oest per la via del Vesuvi i a l'est té límits imprecisos, ja que es troba a la zona de la ciutat que encara no ha estat excavada.

Plànol de Pompeia, amb les distintes regiones o districtes en què estava dividida
Plànol de Pompeia on es ressenyen (en anglès) els principals edificis i vies urbanes
Mapa de situació de la Pompeia romana, on es veu l'àrea afectada per l'erupció del Vesuvi del 79

## Insula 1
| Pos. | Imatge | Nom                          | Descripció | Ref. |
| ---- | ------ | ---------------------------- | --- | ---- |
| 1    |        | Caupona de Fortunat          | - |      |
| 2    |        | Botiga                       | - |      |
| 3    |        | Entrada secundària V.1.7     | - |      |
| 4    |        | Botiga                       | - |      |
| 5    |        | Botiga                       | - |      |
| 6    |        | Botiga                       | - |      |
| 7    |        | Casa del Bou                 | Va ser excavada el 1836 i el 1875. Té una entrada monumental feta de blocs de tuf i capitells, conservats posteriorment a l'antic mercat del gra del Fòrum. A l'atri hi ha un impluvium de marbre i sobre una petita columna es va trobar un bou de bronze del qual pren el nom la casa. A les habitacions hi ha traces d'arrebossat tant del segon com del quart estil pompeià, especialment en un dormitori i a l'oecus, on es representen figures geomètriques. També n'és característic el peristil amb nimfeu. |      |
| 8    |        | Botiga                       | - |      |
| 9    | -      | Entrada secundària (V.1.7.)  | - |      |
| 10   | -      | Entrada secundària (V.1.23.) | - |      |
| 11   | -      | Entrada secundària (V.1.18.) | - |      |
| 12   | -      | Accés a la planta superior   | - |      |
| 13   |        | Thermopolium de Salvi        | - |      |
| 14   |        | Botiga                       | - |      |
| 15   | -      | Casa sense nom               | - |      |
| 16   |        | Forn de pa                   | - |      |
| 17   |        | Botiga dels Aliaris          | - |      |
| 18   |        | Casa dels Epigrames Grecs    | Malmesa pels bombardeigs de 1943, se l'anomena així pel descobriment d'algunes citacions en grec a sota de representacions sacres: entre les principals decoracions, la d'Afrodita que és testimoni de la lluita entre Pan i Eros, i la dels pescadors que reten homenatge a Pan i Homer. |      |
| 19   |        | Botiga                       | - |      |
| 20   |        | Casa amb botiga              | - |      |
| 21   | -      | Accés a la planta superior   | - |      |
| 22   |        | Botiga                       | - |      |
| 23   |        | Casa de Faust                | Va ser fortament malmesa per un bombardeig durant la Segona Guerra Mundial, que en va destruir el passadís d'entrada i tres cambres. A l'atri hi ha restes de l'impluvium, mentre que es conserven diverses decoracions de les parets del triclini i del tablinum, així com de la cuina, on es trobava un larari al costat de la llar, que posteriorment es va perdre. |      |
| 24   |        | Botiga de Faust              | - |      |
| 25   |        | Taverna de Felici            | - |      |
| 26   |        | Casa de Luci Cecili Jocund   | Va ser construïda entre els segles iii i II a.C. i pertanyia al banquer L. Caecilius Iocundus. La casa és famosa pel descobriment de dos baixos relleus que representen els efectes del terratrèmol de Pompeia del 62 sobre diferents edificis. A més, s'hi van troba una sèrie de 154 tauletes de cera, amb què el propietari anotava els beneficis obtinguts de les vendes i el cobrament de lloguers. |      |
| 27   |        | Botiga                       | - |      |
| 28   |        | Casa de M. Tofelà Valent     | Es tracta d'una petita casa de menys de 100 m², formada per cinc habitacions. Se'n conserven restes de decoracions de les parets, sobretot el larari, fet amb un edicle d'estuc i parts pintades de vermell i blanc, on es van dibuixar plantes de color verd, mentre que a l'interior es poden veure els forats on es van col·locar les estatuetes. |      |
| 29   |        | Botiga de M. Tofelà Valent   | - |      |
| 30   |        | Botiga de Canices            | - |      |
| 31   |        | Casa amb botiga              | - |      |
| 32   |        | Entrada secundària (V.1.1.)  | - |      |

## Insula 2
| Pos. | Imatge | Nom                          | Descripció | Ref. |
| ---- | ------ | ---------------------------- | --- | ---- |
| 1    |        | Casa de la Reina Margarida   | Va ser excavada el 1883 i posteriorment danyada per un bombardeig el 1943, que en va provocar la pèrdua d'alguns frescos. Tot i així, en algunes habitacions i al triclini es van conservar decoracions pictòriques del quart estil pompeià, com la ràbia de Licurg, Ariadna abandonada per Teseu, i Narcís entre nimfes i amorets.                                                                            |      |
| 2    |        | Botiga                       | - |      |
| 3    |        | Caupona                      | - |      |
| 4    |        | Casa de Bacus                | També anomenada Casa del Triclini, va ser explorada el 1883 i presenta la disposició clàssica de les cases romanes. A l'interior hi ha pintures del tercer estil pompeià, sobretot al jardí, amb un peristil ben conservat. En canvi, al triclini es va perdre el larari, que es trobava a prop de l'entrada, amb la representació de Júpiter.                                                                 |      |
| 5    |        | Botiga                       | - |      |
| 6    |        | Botiga                       | - |      |
| 7    |        | Casa sense nom               | - |      |
| 8    |        | Botiga                       | - |      |
| 9    |        | Botiga                       | - |      |
| 10   |        | Casa de Pàccia               | Hi havia nombrosos frescos, alguns dels quals s'han perdut, com els presents en una mena de triclini que representaven el mite de Dèdal i Pasífae, mentre que d'altres es conserven al mateix lloc i són principalment el sòcol dels plafons de la paret. Altres s'han transportat i conservat al Museu Arqueològic Nacional de Nàpols, com el de Màrsies, Minerva i les muses, i Màrsies i la seva flauta.    |      |
| 11   |        | Botiga                       | - |      |
| 12   |        | Botiga                       | - |      |
| 13   |        | Casa amb thermopolium        | - |      |
| 14   |        | Botiga                       | - |      |
| 15   |        | Casa de Júpiter              | Les parets de l'entrada eren de travertí amb pintura groga i violeta, mentre que l'atri, sense habitacions laterals, presenta les restes d'un impluvium al centre. Segueix, després, el jardí amb un peristil i un petit larari, i una habitació utilitzada com a triclini. S'hi han trobat diversos frescos com el del Judici Universal de Paris.                                                             |      |
| 16   |        | Botiga                       | - |      |
| 17   |        | Casa amb botiga              | - |      |
| 18   | -      | Accés a la planta superior   | - |      |
| 19   |        | Thermopolium                 | - |      |
| 20   | -      | Entrada secundària (V.2.19.) | - |      |
| 21   | -      | Casa sense nom               | - |      |
| A    | -      | Entrada secundària (V.2.1.)  | - |      |
| B    | -      | Thermopolium                 | - |      |
| C    | -      | Casa sense nom               | - |      |
| D    | -      | Casa sense nom               | - |      |
| E    | -      | Entrada secundària (V.2.I.)  | - |      |
| F    | -      | Casa de Musa                 | Va ser excavada el 1891 i presenta diverses inscripcions electorals a la façana principal. L'atri no té impluvi, la cuina té un arrebossat blanc amb taques vermelles i un petit larari. Al pati es va trobar un dolium de terracota i diverses àmfores. |      |
| G    | -      | Casa de N. Fufidi Succés     | Va ser explorada el 1891 i el 1907. Es caracteritza per un atri d'estil toscà amb impluvi de tuf. En aquest entorn es va trobar un segell que duia el nom de Fufidius Successus, que també es repetia en alguns grafits de la paret. La majoria de les decoracions pictòriques tenen un estil tercer pompeià, com el d'un santuari rural amb animals voladors al voltant, i el de Perseu alliberant Andròmeda. |      |
| H    | -      | Casa del Cenacle             | Va ser excavada el 1891 i restaurada el 1975, i ofereix la possibilitat de veure'n la planta superior, a la qual s'accedeix a través d'una escala de l'atri. L'atri es caracteritza per quatre columnes; a diverses habitacions de la casa hi ha frescos visibles tant del primer com del tercer estil pompeià i restes del paviment de mosaic com el del tablinum, realitzat amb motius geomètrics.           |      |
| I    | -      | Casa de les Noces d'Argent   | Va ser excavada el 1893, any de les noces d'argent de la família reial italiana. De l'època samnita, la casa es va engrandir durant l'era augusta. Té un dels atris més grans de Pompeia, a més d'una zona termal i dos triclinis. És de gran interès el peristil, amb una exedra al fons amb parets grogues, envoltat de dues habitacions amb decoracions del segon estil pompeià.                            |      |

## Insula 3
| Pos. | Imatge | Nom                        | Descripció | Ref. |
| ---- | ------ | -------------------------- | --- | ---- |
| 1    |        | Accés a la planta superior | - |      |
| 2    |        | Botiga                     | Dotada antigament amb habitacions a la part posterior, probablement el larari estava present en el moment de l'excavació. Hi queden restes de l'escala d'accés al pis superior, la latrina i la llar de foc. |      |
| 3    |        | Casa amb botiga            | Va ser excavada el 1877 i el 1905, i restaurada el 1979. Té un pis superior i es poden veure els primers esglaons de l'escala per accedir-hi. Tot i que a l'interior no hi ha cap larari, es va trobar una estàtua de la Fortuna en una de les habitacions. |      |
| 4    |        | Casa de les Golfes         | Es caracteritza per un llarg passadís fet de blocs de pedra calcària i devia tenir les parets arrebossades de negre. Té un jardí amb les restes de dues columnes que encara tenen els acabats estucats, al qual dona el tablinum, amb larari, decorat de color vermell. Altres habitacions també tenen restes de decoracions en negre, vermell i groc, algunes de les quals estan enriquides amb medallons amb grius.                                          |      |
| 5    |        | Botiga                     | Hi ha restes de l'escala per accedir al pis superior. |      |
| 6    |        | Casa de Narcís             | Va ser excavada entre 1900 i 1902. La part que donava al carrer s'utilitzava com a botiga, on també hi havia una escala que duia al pis superior. A l'interior de la casa es conserven les pintures del triclinium, on al plafó podem veure la representació de Narcís, que dona el nom a la casa. |      |
| 7    |        | Casa de la Reina d'Holanda | Es va explorar per primera vegada el 1901 i després el 1908. Un cop passada l'entrada, s'accedeix a un gran vestíbul amb vistes a l'atri, envoltat de dormitoris. Segueix un estret passadís on hi havia la cuina amb la latrina i, després, s'arriba fins al jardí, on hi ha diversos lararis ben conservats, un dels quals és una fornícula amb frontó. |      |
| 8    |        | Casa amb forn de pa        | Convertida en fleca, resten a l'atri les pedres de molí, el forn i un impluvium decorat amb mosaic. Hi ha rastres de pintura del primer estil pompeià a les parets i al paviment de mosaic. |      |
| 9    | -      | Casa de Cosme i Epídia     | A la façana d'entrada hi havia algunes inscripcions electorals. A l'interior, a l'atri, hi ha restes de l'impluvium, mentre que en alguns dormitoris circumdants hi ha restes d'arrebossat de color vermell i groc. Al jardí hi ha un larari amb una fornícula, de la qual només queden alguns rastres de decoració, com la serp de la base. |      |
| 10   | -      | Casa sense nom             | Excavada el 1901, conserva restes de frescos a les parets, en particular al tablinum, en algunes habitacions i al jardí. A la cuina, on hi ha la llar, es va trobar un larari amb la representació d'una serp, actualment perduda. |      |
| 11   | -      | Casa sense nom             | Explorada el 1902, hi ha restes de frescos a les parets i parts del paviment de marbre. En una de les habitacions es va trobar un cofret amb peces de joieria i tres petites estàtues de bronze, una de les quals representava Venus. |      |
| 12   | -      | Casa de M. Samel·li Modest | També anomenada Casa de la Duquessa d'Aosta, encara no està del tot excavada. A la façana es van trobar diverses inscripcions electorals demanant vots per a Sammelius Modestus, un edil. Al passadís d'entrada es van trobar plafons de guix vermell amb les parts centrals que representaven ocells i insectes. Les decoracions, de nou amb motius d'animals i insectes, també es poden trobar en altres cambres, mentre que el paviment és d'opus signinum. |      |

## Insula 4
| Pos. | Imatge | Nom                             | Descripció | Ref. |
| ---- | ------ | ------------------------------- | --- | ---- |
| 1    | -      | Casa amb forn de pa             | - |      |
| 2    |        | Botiga                          | - |      |
| 3    |        | Casa del Flamen                 | Va ser excavada el 1842 i el 1899, i malmesa durant un bombardeig el 1943, que en va destruir, entre altres coses, l'escala que donava al pis superior i part del larari de l'atri. En aquesta mateixa banda també es van trobar esquelets humans i d'animals. A diverses sales hi ha traces de restes pictòriques, algunes de ben conservades, mentre que entre les troballes més significatives hi ha diverses monedes de bronze i plata, i petites estàtues de divinitats.           |      |
| 4    |        | Botiga                          | - |      |
| 5    |        | Botiga                          | - |      |
| 6    |        | Botiga                          | - |      |
| 7    |        | Caupona d'Espatal               | - |      |
| 8    | -      | Entrada secundària (V.4.7.)     | - |      |
| 9    | -      | Casa sense nom                  | - |      |
| 10   | -      | Casa sense nom                  | - |      |
| 11   | -      | Entrada secundària (V.4.A.)     | - |      |
| 12   | -      | Entrada secundària (V.4.13.)    | - |      |
| 13   | -      | Casa de M. Fabi Secund i Optata | També anomenada Casa dels Orígens de Roma, va ser explorada diverses vegades entre 1873 i 1903. El nom de la casa ve del descobriment d'un segell de bronze amb el nom de Fabius Secundus i un petit dibuix que representa la fundació de Roma, que ara s'exposa al Museu Arqueològic de Nàpols. La casa té planta irregular, i en diverses cambres, com el triclini i una diaeta (petit pavelló format per una sala i un dormitori), encara hi ha rastres de decoracions a les parets. |      |
| A    | -      | Casa de Marc Lucreci Frontó     | És petita i data del segle ii aC. L'interior està embellit amb el tercer i el quart estil pompeià, amb frescos importants com el matrimoni entre Venus i Mart, el triomf de Bacus, i Teseu i Ariadna. A més de l'atri i el tablinum, la casa també ofereix un triclini d'hivern, i un jardí que representa escenes de caça entre animals. |      |
| B    | -      | Casa sense nom                  | - |      |
| C    | -      | Casa de M. Samel·li Modest      | També coneguda com la Casa de l'Or, fou excavada entre 1905 i 1906, tot i que només parcialment. A la façana es va trobar un epígraf que feia referència a Sammelius Modestus, i en el moment de l'excavació se'n va fer el motllo d'una escala. |      |
| D    | -      | Identificació no segura         | - |      |

## Insula 5
| Pos. | Imatge | Nom                         | Descripció | Ref. |
| ---- | ------ | --------------------------- | --- | ---- |
| 1    | -      | Botiga                      | - |      |
| 2    | -      | Casa sense Compluvium       | S'anomena així a causa de l'absència del compluvium; el problema d'il·luminar les cambres es resolia fàcilment mitjançant la creació de grans finestres. La casa, de planta irregular, tenia parets de fins a sis metres d'alçada i també estava equipada amb un pis superior. N'és característic el grafit proper a una finestra que advertia els lladres que no entressin. |      |
| 3    | -      | Casa dels Gladiadors        | L'entrada dona directament al peristil. A les columnes s'han trobat rastres de grafits fets per gladiadors. A l'interior de la casa hi ha restes de decoracions de les parets de color vermell i d'altres, més ben conservades, que representen figures femenines i d'animals, a més del triclini on el paviment de mosaic està ben conservat.                               |      |
| 4    | -      | Botiga                      | - |      |
| A    | -      | Entrada secundària (V.5.3.) | - |      |

## Insula 6
| Pos. | Imatge | Nom                         | Descripció | Ref. |
| ---- | ------ | --------------------------- | ---------- | ---- |
| 1    | -      | Caupona de Mani Salari Croc | -          |      |
| 2    |        | Identificació no segura     | -          |      |
| 3    |        | Identificació no segura     | -          |      |
| 4    |        | Identificació no segura     | -          |      |
| 5    | -      | Identificació no segura     | -          |      |
| 6    | -      | Identificació no segura     | -          |      |
| 7    | -      | Identificació no segura     | -          |      |
| 8    | -      | Identificació no segura     | -          |      |
| 9    | -      | Identificació no segura     | -          |      |
| 10   | -      | Identificació no segura     | -          |      |
| 11   | -      | Identificació no segura     | -          |      |
| 12   | -      | Identificació no segura     | -          |      |
| 13   | -      | Identificació no segura     | -          |      |
| 14   | -      | Identificació no segura     | -          |      |
| 15   | -      | Identificació no segura     | -          |      |
| 16   | -      | Identificació no segura     | -          |      |
| 17   | -      | Identificació no segura     | -          |      |
| 18   | -      | Identificació no segura     | -          |      |
| 19   |        | Identificació no segura     | -          |      |
| A    | -      | Identificació no segura     | -          |      |
| B    | -      | Identificació no segura     | -          |      |
| C    | -      | Identificació no segura     | -          |      |

## Insula 7
| Pos. | Imatge | Nom                     | Descripció | Ref. |
| ---- | ------ | ----------------------- | --- | ---- |
| 1    | -      | Identificació no segura | - |      |
| 2    | -      | Identificació no segura | - |      |
| 3    | -      | Identificació no segura | - |      |
| 4    | -      | Identificació no segura | - |      |
| 5    | -      | Identificació no segura | - |      |
| 6    | -      | Casa de Paris           | Es tracta d'una casa parcialment excavada entre 1907 i 1908. Només n'és visible la façana i no se'n coneix amb certesa l'entrada principal, ja que s'hi van trobar set portes. A la façana hi ha restes d'arrebossat amb algunes inscripcions electorals. |      |
| 7    | -      | Identificació no segura | - |      |